# Наргіз
Наргіз Пулатівна Закірова (узб. Наргиз Пўлатовна Зокирова, Nargiz Poʻlatovna Zokirova; англ. Nargiz Zakirova; нар. 6 жовтня 1971, Ташкент, Узбецька РСР, СРСР) — узбецька та американська співачка.
З квітня 2017 року знаходиться в чистилищі бази Миротворець. Внесена за свідоме порушення державного кордону України, незаконну гастрольну діяльність в окупованому Росією Криму (на День Росії у 2015 році в Ялті, гастролі 31 липня — 1 серпня 2016 року , 3 січня 2018 року — у Керчі та наприкінці липня 2018 року в Ялті).

## Біографія
Наргіз народилася 6 жовтня 1970 в Ташкенті Узбецької РСР у музичній сім'ї.
Мати — Луїза Каримівна Закірова, популярна в 1960-1970-ті роки естрадна співачка.  Батько Наргіз — Пулат Сіонович Мордухаєв, був ударником в ансамблі Батира Закірова. Важка хвороба батька завадила Наргіз взяти участь у першому кастингу телепрограми «Голос» у 2012 році.
У чотири роки Наргіз уперше виступила на сцені, в 15 років із піснею «Помни меня» на музику Фарруха Закірова та слова Іллі Рєзника, початково записаною разом із іще кількома піснями для фільму «Наречена з Вуаділя» (узб. «Vodiyllik kelin») режисера Алі Хамраєва, з'явилася на I Всесоюзному телевізійному конкурсі молодих виконавців радянської естрадної пісні «Юрмала-86», де отримала приз глядацьких симпатій. 
У 1988 році кліп на пісню «Лохматый ученик» молодої співачки було показано в телепередачі «… До 16 і старше».
Навчалася на естрадному відділенні в республіканському цирковому училищі. Успішно виступала зі своєю групою.
У 1995 році з батьками та донькою емігрувала з Узбекистану до США. В перші роки в Нью-Йорку працювала в магазині, відеосалоні, тату-салоні, виступала в ресторанах. 
У 2001 році записала в стилі етно альбом «Золотая клетка», опублікований компанією Sweet Rains Records в мережі Інтернет. Співала в різних групах, потім виступала сольно.
У 2013 році пройшла три етапи відбору на американський The X-Factor, але після того, як організатори не передзвонили, вирушила на російський телевізійний проєкт «Голос». Наргіз вразила всіх чотирьох суддів, але обрала команду Леоніда Агутіна. 20 грудня 2013 року вийшла до фіналу конкурсу. Зайняла друге місце, значно поступившись Сергію Волчкову. Однак сама співачка вважає: «Я не виграла, я перемогла».
З квітня 2014 по серпень 2019 року Наргіз співпрацювала з продюсером і композитором Максимом Фадєєвим. Він написав для неї дебютний сольний сингл «Я — не твоя», який був випущений 3 липня. У жовтні відбулася прем'єра відеокліпу до синглу, в якому вона знялася зі своїм чоловіком Філіпом Бальзано.
У липні 2014 року Наргіз Закірова завоювала Гран-прі міжнародного музичного фестивалю «Білі ночі Санкт-Петербурга». У фестивалі співачка брала участь як представниця Росії. У листопаді того ж року вийшов випуск телешоу «Битва екстрасенсів» за участю Наргіз Закірової в ролі випробуваної.
6 лютого 2015 року Наргіз випустила свій другий сингл, який отримав назву «Ты — моя нежность». Автором композиції виступив Максим Фадєєв.
15 грудня 2015 року Наргіз представила свій третій сингл під назвою «Я не верю тебе!». Автором композиції виступив Максим Фадєєв.
17 травня 2016 року відбувся реліз четвертого синглу під назвою «Беги». Через тиждень відбулася прем'єра відеокліпу на цю композицію.
24 серпня 2016 року на iTunes було відкрито передзамовлення дебютного сольного альбому Наргіз під назвою «Шум сердца». Реліз диска відбувся 7 жовтня 2016, до нього увійшли 15 композицій, у тому числі раніше випущені 4 сингли.
1 вересня 2016 року відбулася прем'єра спільного треку Наргіз і Максима Фадєєва під назвою «Вдвоём». Ця композиція стала п'ятим офіційним синглом на підтримку дебютного альбому «Шум сердца».
9 серпня 2018 року на YouTube-каналі MALFA відбулася прем'єра спільного кліпу Наргіз і репера Басти «Прощай, любимый город».
12 серпня 2019 року Максим Фадєєв в односторонньому порядку розірвав контракт з Наргіз і заборонив їй виконувати всі пісні, записані в період співробітництва. Розриву передував конфлікт, що тривав близько місяця.
|                                                          | Я не казала, що він поганий продюсер. Я просто сказала, що ця людина втратила до мене інтерес як до артистки. Ми виступали разом на кількох заходах, а бачилися взагалі раз на пів року |
| — Наргіз про характер їхніх взаємин з Максимом Фадєєвим. | |

11 березня 2020 року підписала контракт з новим продюсером — Віктором Дробишем.
25 травня 2022 року Наргіз після прильоту в аеропорт Домодєдово була затримана співробітниками правоохоронних органів. Причиною цього, ймовірно, була критика Наргіз щодо російського вторгнення в Україну. Пізніше співачка була депортована в Узбекистан, а їй самій, за словами адвоката, було заборонено відвідувати РФ до 2072 (50 років).

## Погляди
Наргіз є громадянкою США.
У 2017 році Наргіз заборонили в'їзд до України через порушення територіальної цілісності під час перетину державного кордону України в Криму. Співачку також звинуватили в підтримці політики Володимира Путіна в Україні і Криму. Через це вона скасувала свої концерти в Одесі, які були заплановані на весну 2017 року, бо злякалась ув'язнення.
В інтерв'ю 17 грудня 2019 року, даному Ксенії Собчак, Наргіз повідомила таке:
… троє її дітей «повні американці», закінчили в США школи і коледжі. Артистка розповіла, що старша дочка впевнена — в Росії по вулицях ходять ведмеді і що «Раша» — це «мафія». Співачка заявила, що не відчуває себе в безпеці в Російській Федерації.
Наргіз виступила проти війни в Україні у квітні 2022 року, коли у своєму Telegram-каналі написала: "Руки прочь от Украины!"

## Родина
- Дідусь — Карім Закіров (1912-1977), оперний співак (баритон), народний артист Узбецької РСР, соліст Узбецького державного театру опери та балету імені Алішера Навої.
- Бабуся — Шоїста Саїдова — співачка, виконавиця народних пісень, солістка Ташкентського музичного театру драми і комедії імені Мукими. Заслужена артистка Узбецької РСР (1952).
- Батько — Пулат Сіонович Мордухаєв (1937-2013), музикант.
- Мати — Луїза Каримівна Закірова (нар. 1938), співачка, заслужена артистка Узбецької РСР (1968).
- Дядько — Батир Закіров, (1936—1985), узбецький радянський співак, письменник, поет, художник і актор. Родоначальник естрадного мистецтва в республіці. Народний артист Узбецької РСР.
- Дядько — Фаррух Закіров, співак, художній керівник узбецького ансамблю «Ялла», народний артист Узбецької РСР.
- Дядько — Джамшид Закіров (1948-2012), радянський і узбецький актор театру і кіно, телеведучий, заслужений артист Узбекистану.
- Чоловік — Філіп Бальзано, співак. У дев'ятирічному віці він з батьками приїхав до США із Сицилії[30]. У 2016 році подружжя перебувало на межі розлучення і, за деякими відомостями, воно сталося[31][32][33][34][35].
- У Наргіз троє дітей від різних чоловіків: дочки Сабіна (від Руслана Шаріпова) і Лейла (від Філіпа Бальзано) і син Ауель (від Ернура Канайбекова).[36][37][38][39]
- Онук — Ной, син Сабіни.

## Нагороди та номінації
| Рік  | Нагорода                    | Номінована робота                                         | Категорія                                                     | Результат          |
| ---- | --------------------------- | --------------------------------------------------------- | ------------------------------------------------------------- | ------------------ |
| 2013 | Голос                       |                                                           |                                                               | друге місце        |
| 2015 | Премія Муз-ТВ 2015          | Наргиз                                                    | Прорив року                                                   | Номінація          |
| 2015 | Премія RU.TV 2015           | Наргиз                                                    | Кращий рок-проєкт                                             | Перемога           |
| 2015 | Премія RU.TV 2015           | Реальный приход                                           |                                                               | Номінація          |
| 2015 | Премія MUSICBOX 2015        | Наргиз                                                    | Співачка року                                                 | Перемога           |
| 2015 | ZD Award 2014               | Наргиз                                                    | «За внесок в естрадну культуру і вірність „Звукової доріжки“» | Номінація          |
| 2015 | Золотий Грамофон            | «Ты — моя нежность»                                       |                                                               | Перемога           |
| 2015 | Пісня року                  | «Ты — моя нежность»                                       |                                                               | Номінація          |
| 2016 | Премія Муз-ТВ 2016          | Наргиз                                                    | Найкращий рок-виконавець                                      | Номінація          |
| 2016 | Премія MUSICBOX 2016        | Наргіз і Макс Фадєєв                                      | Дует року                                                     | Перемога           |
| 2016 | Золотий Грамофон            | «Я не верю тебе»                                          |                                                               | Перемога           |
| 2017 | Золотий Грамофон Пісня року | «Вдвоём» (З Максом Фадєєвим) «Вдвоём» (З Максом Фадєєвим) | Дует року                                                     | Перемога Номінація |

## Творчість

### Студійні альбоми
| * Трек-лист | * Трек-лист                         | * Трек-лист |
| #           | Назва                               | Тривалість  |
| ----------- | ----------------------------------- | ----------- |
| 1.          | «Mechali»                           | 5:05        |
| 2.          | «Мустафа» (Traditional Arabic Song) | 3:39        |
| 3.          | «Золотая клетка»                    | 5:17        |
| 4.          | «Alla (Allah)»                      | 4:59        |
| 5.          | «Джип Джип»                         | 4:49        |
| 6.          | «Yomgir»                            | 4:40        |
| 7.          | «Наманганские яблочки»              | 5:17        |
| 8.          | «Город снов»                        | 5:39        |
| 9.          | «Помни меня»                        | 4:40        |
| 10.         | «Забытая песня»                     | 3:18        |
| 45:23       |                                     |             |

| * Трек-лист | * Трек-лист           | * Трек-лист |
| #           | Назва                 | Тривалість  |
| ----------- | --------------------- | ----------- |
| 1.          | «Ты – моя нежность»   | 3:49        |
| 2.          | «Я не верю тебе»      | 4:04        |
| 3.          | «Беги»                | 3:49        |
| 4.          | «Пульс»               | 4:01        |
| 5.          | «Солнце»              | 4:13        |
| 6.          | «Вдвоём»              | 3:33        |
| 7.          | «Я – не твоя»         | 4:43        |
| 8.          | «Whip My Hair»        | 3:10        |
| 9.          | «Revolution»          | 3:31        |
| 10.         | «Давай выключим свет» | 4:04        |
| 13.         | Untitled              | 4:23        |
| 14.         | Untitled              | 3:38        |
| 15.         | Untitled              | 4:31        |
| 16.         | Untitled              | 4:44        |
| 22.         | Untitled              | 3:53        |
| 57:26       |                       |             |

### Міні-альбоми
| Назва       | Інформація                                                                                          | Примітка |
| ----------- | --------------------------------------------------------------------------------------------------- | --- |
| Alone       | - Реліз: 1 січня 2011 - Лейбл: Nargiz Music / Sweet Rains Records - Формат: CD, цифрова дистрибуція | \| * Трек-лист [44] \| * Трек-лист [44] \| * Трек-лист [44] \| \| # \| Назва \| Тривалість \| \| ---------------- \| ---------------- \| ---------------- \| \| 1. \| «Land» \| 3:27 \| \| 2. \| «Crows» \| 2:54 \| \| 3. \| «Come Closer» \| 3:10 \| \| 4. \| «Running Away» \| 3:15 \| \| 5. \| «Alone» \| 4:21 \| \| 6. \| «What You Want» \| 3:00 \| \| 7. \| «Posion» \| 3:07 \| \| 8. \| «Jump» \| 4:15 \| \| 26:49 \| \| \| |
| * Трек-лист | | |
| #           | Назва                                                                                               | Тривалість |
| 1.          | «Land»                                                                                              | 3:27 |
| 2.          | «Crows»                                                                                             | 2:54 |
| 3.          | «Come Closer»                                                                                       | 3:10 |
| 4.          | «Running Away»                                                                                      | 3:15 |
| 5.          | «Alone»                                                                                             | 4:21 |
| 6.          | «What You Want»                                                                                     | 3:00 |
| 7.          | «Posion»                                                                                            | 3:07 |
| 8.          | «Jump»                                                                                              | 4:15 |
| 26:49       | | |

### Сингли
| Рік  | Сингл                                                       | Альбом         |
| ---- | ----------------------------------------------------------- | -------------- |
| 2006 | «Alla (Allah)»                                              | Золотая клетка |
| 2008 | «Land»                                                      | Alone          |
| 2014 | «Я — не твоя»                                               | Шум серця      |
| 2015 | «Ты — моя нежность»                                         | Шум серця      |
| 2015 | «Удвох» (feat. Максим Фадєєв)                               | Шум серця      |
| 2015 | «Я не верю тебе!»                                           | Шум серця      |
| 2016 | «Бени»                                                      | Шум серця      |
| 2016 | «Я буду всегда с тобой»                                     | Шум серця      |
| 2016 | «С любимыми не расставайтесь» (спільно з Максимом Фадєєвим) | без альбому    |
| 2017 | «Верните память»                                            | без альбому    |
| 2017 | «Нелюбовь»                                                  | без альбому    |
| 2018 | «Вдвоём» (feat. Родіон Толочкин)                            | без альбому    |
| 2018 | «Прощай, любимый город» (feat. Баста)                       | без альбому    |
| 2019 | «Rebel»                                                     | без альбому    |
| 2019 | «Нелюбимая дочь»                                            | без альбому    |
| 2019 | «Мама»                                                      | без альбому    |
| 2019 | «Войди»                                                     | без альбому    |
| 2019 | «Fu*k You»                                                  | без альбому    |
| 2020 | «Через огонь»                                               | без альбому    |

### Відеокліпи
| Рік  | Кліп                                                        | Режисер         | Альбом         |
| ---- | ----------------------------------------------------------- | --------------- | -------------- |
| 2006 | «Alla (Allah)»                                              | Неизвестно      | Золотая клетка |
| 2008 | «Land»                                                      | Неизвестно      | Alone          |
| 2014 | «Я — не твоя»                                               | Євген Куріцин   | Шум серця      |
| 2015 | «Ты — моя нежность»                                         | Максим Фадєєв   | Шум серця      |
| 2015 | «Я не верю тебе!»                                           | Євген Куріцин   | Шум серця      |
| 2016 | «Беги»                                                      | Ірма Польських  | Шум серця      |
| 2016 | «Вдвоём» (feat. Максим Фадєєв)                              | Максим Фадєєв   | Шум серця      |
| 2016 | «С любимыми не расставайтесь» (спільно з Максимом Фадєєвим) | Максим Фадєєв   | без альбому    |
| 2017 | «Я буду всегда с тобой»                                     | Ірма Польських  | Шум сердца     |
| 2018 | «Нелюбовь»                                                  | Ірма Польських  | без альбому    |
| 2018 | «Прощай, любимый город» (спільно з Бастою)                  | Дилия Альшина   | без альбому    |
| 2019 | «Fu*k You»                                                  | Наргіз Закірова | без альбому    |

### Озвучення
- 2015 — Три богатирі. Хід конем — циганка Луладжа